# Lasse Svan
Lasse Jemon Svan (* 31. August 1983 in Klippinge, Kommune Stevns, Dänemark; geborener Lasse Svan Hansen) ist ein ehemaliger dänischer Handballspieler. Seit 2023 ist er Mitglied der Hall of Fame der Europäischen Handballföderation.
Lasse Svan, der für die SG Flensburg-Handewitt (Rückennummer 11) spielte und für die dänische Nationalmannschaft auflief, wurde meist als Rechtsaußen eingesetzt. Er konnte alle großen Titel im Handball mindestens einmal gewinnen.

## Karriere

### Verein
Lasse Svan begann im nächsten größeren Ort Store Heddinge beim Sierslev HK mit dem Handballspiel. Später ging er – gemeinsam mit seinem Mannschaftskameraden Peter Svensson – zum dänischen Erstligisten GOG Svendborg TGI, wo er 2002 auch in der ersten dänischen Liga debütierte. Mit den Männern von der Insel Fünen gewann er 2004 und 2007 die dänische Meisterschaft sowie 2002, 2003 und 2005 den dänischen Pokal. 2008 wechselte er im Tausch gegen Kasper Nielsen zur SG Flensburg-Handewitt. Mit Flensburg gewann er 2012 den Europapokal der Pokalsieger, 2014 die EHF Champions League, 2015 den DHB-Pokal sowie 2018 und 2019 die deutsche Meisterschaft. Nach der Saison 2021/22 beendete er seine Karriere.

### Nationalmannschaft
Lasse Svan hat 246 Länderspiele für Dänemark bestritten. Bei der Europameisterschaft 2008, die sein Land gewann, gehörte er jedoch nur zum erweiterten Aufgebot. Im Jahr 2012 gelang es ihm schließlich, die Europameisterschaft zu gewinnen. Im Sommer 2012 nahm er an den Olympischen Spielen in London teil. Bei der Weltmeisterschaft 2013 in Spanien und der Europameisterschaft 2014 im eigenen Land unterlag er jeweils im Finale. Bei den Olympischen Spielen 2016 in Rio de Janeiro gewann er die Goldmedaille und wurde in das All-Star-Team berufen. Bei der Weltmeisterschaft 2019 wurde er Weltmeister. Diesen Titel verteidigte er mit dem Team am 31. Januar 2021 bei der IHF Weltmeisterschaft 2021 im Finale gegen Schweden, dabei verletzte er sich früh an der Wade und konnte nicht mehr eingesetzt werden. Im Viertelfinale gegen Gastgeber Ägypten verwandelte Svan im Siebenmeterwerfen den entscheidenden Wurf, obwohl er zuvor in 395 Bundesligaspielen nur acht Strafwürfe verwandelt hat, zuletzt in der Saison 2015/16. Mit Dänemark gewann er bei den Olympischen Spielen in Tokio die Silbermedaille. Bei der Europameisterschaft 2022 gewann er mit Dänemark die Bronzemedaille. Am 15. April 2022 bestritt er sein letztes Länderspiel.

## Privates
Lasse Svan ist verheiratet und hat zwei Kinder. Er war seeländischer Meister im Billard. Neben dem Sport studierte er Lehramt am Seminar von Skårup.
Nach seiner Handballkarriere wechselte er zum E-Sport und ist Mentalcoach beim Team Heroic. Ab der Saison 2025/26 wird er beim dänischen Zweitligisten KIF Kolding als Mentaltrainer tätig sein.

## Bundesligabilanz
| Saison    | Verein                 | Spielklasse | Spiele | Tore | 7-Meter | Feldtore |
| --------- | ---------------------- | ----------- | ------ | ---- | ------- | -------- |
| 2008/09   | SG Flensburg-Handewitt | Bundesliga  | 034    | 0107 | 1       | 0106     |
| 2009/10   | SG Flensburg-Handewitt | Bundesliga  | 034    | 0101 | 0       | 0101     |
| 2010/11   | SG Flensburg-Handewitt | Bundesliga  | 029    | 0116 | 1       | 0115     |
| 2011/12   | SG Flensburg-Handewitt | Bundesliga  | 034    | 0142 | 2       | 0140     |
| 2012/13   | SG Flensburg-Handewitt | Bundesliga  | 033    | 0118 | 1       | 0117     |
| 2013/14   | SG Flensburg-Handewitt | Bundesliga  | 032    | 0147 | 1       | 0146     |
| 2014/15   | SG Flensburg-Handewitt | Bundesliga  | 030    | 0138 | 0       | 0138     |
| 2015/16   | SG Flensburg-Handewitt | Bundesliga  | 030    | 0159 | 2       | 0157     |
| 2016/17   | SG Flensburg-Handewitt | Bundesliga  | 032    | 0168 | 0       | 0168     |
| 2017/18   | SG Flensburg-Handewitt | Bundesliga  | 033    | 0144 | 0       | 0144     |
| 2018/19   | SG Flensburg-Handewitt | Bundesliga  | 034    | 0105 | 0       | 0105     |
| 2019/20   | SG Flensburg-Handewitt | Bundesliga  | 026    | 047  | 0       | 047      |
| 2020/21   | SG Flensburg-Handewitt | Bundesliga  | 038    | 090  | 0       | 090      |
| 2021/22   | SG Flensburg-Handewitt | Bundesliga  | 033    | 0102 | 0       | 0102     |
| 2008–2022 | gesamt                 | Bundesliga  | 452    | 1684 | 8       | 1676     |

Quelle: Spielerprofil bei der Handball-Bundesliga